# مقاطعة ليبسكوم (تكساس)

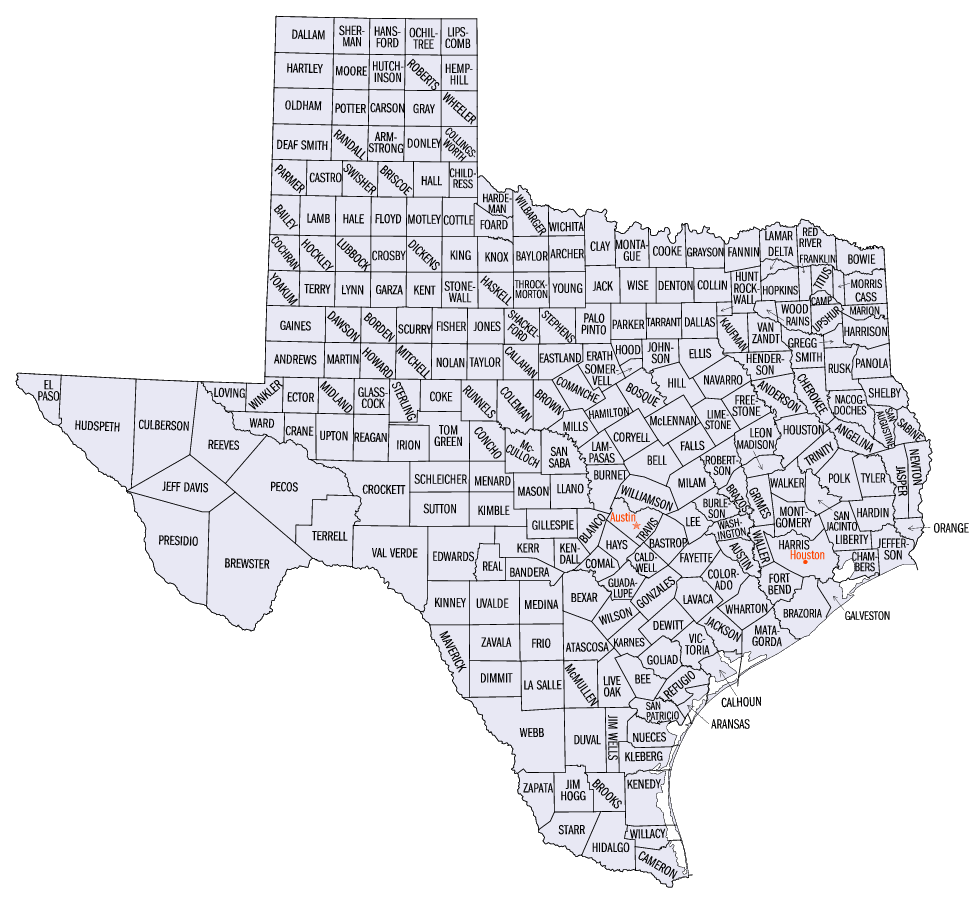
خارطة مقاطعات تكساس

مقاطعة ليبسكوم (بالإنجليزية: Lipscomb  County)‏ هي إحدى المقاطعات في ولاية تكساس، الولايات المتحدة الأمريكية.